# Нестеренко, Виктор Павлович
Ви́ктор Па́влович Нестере́нко (латыш. Viktors Ņesterenko; род. 3 мая 1954, Никополь, Днепропетровская область) — советский футболист, выступавший на позиции нападающего, затем тренер.

## Карьера

### В качестве игрока
Первым клубом стал рижский «Электрон», после которого он перешёл в команду мастеров рижский клуб «Даугава», за который играл 4 года.

### В качестве тренера
Свою тренерскую карьеру начал в 1980 году, когда создал команду из ребят 1971 года рождения в Рижской футбольной школе. В 1988 году Виктор Нестеренко возглавил латышский футбольный клуб РАФ из города Елгава, с которым провёл два успешных сезона и стал дважды чемпионом Латвийской ССР, а также обладателем Кубка Латвийской ССР. В середине 1990 года возглавил команду мастеров. После развала Советского Союза с 1992—1993 год Виктор был главным тренером в украинском футбольном клубе «Прикарпатье», но по семейным обстоятельствам вернулся в Латвию. До 2004 года Нестеренко возглавлял ряд латышских клубов: ДАГ, «Металлург», РАФ Елгава, «Рига».
В 2004 году Виктор попробовал свои силы в высшей лиге Белоруссии, возглавив футбольный клуб «Динамо» Брест, но в 2005 году вернулся в Латвию, где работал спортивным директором и шефом селекционной службы клуба «Вента». В 2006—2007 годах работал в качестве селекционера Второй лиги России (зона «Северо-Запад»), а с 2008 по 2012 занимал различные должности в петрозаводском клубе «Карелия», который позже изменил своё название на «Карелия-Дискавери».
В 2012 году Виктор Нестеренко возглавил эстонский «Локомотив», который выступал во второй лиге, а в сезоне 2014 года дебютировал в высшей лиге Эстонии, 22 апреля 2014 года покинул пост главного тренера.
В феврале 2016 года возглавил футбольный клуб «Прогресс» из Латвии.
2 декабря 2019 года возглавил латышский клуб «Супер Нова».

## Личная жизнь и образование
Жена, двое детей. Обучался в Латвийском государственном институте физической культуры и окончил Европейские курсы квалификации тренеров высшей категории.

## Достижения
РАФ
- Чемпион Латвийской ССР (2): 1988, 1989
- Обладатель Кубка Латвийской ССР: 1988

ДАГ Рига
- Бронзовый призёр чемпионата Латвии (1): 1994
- Финалист Кубка Латвии: 1994

ДАГ/Лиепая
- Финалист Кубка Латвии: 1995

РАФ Рига
- Обладатель Кубка Латвии: 1996